# Myristica cylindrocarpa
Myristica cylindrocarpa är en tvåhjärtbladig växtart som beskrevs av James Sinclair.
Myristica cylindrocarpa ingår i släktet Myristica och familjen Myristicaceae. Inga underarter finns listade i Catalogue of Life.